# Píxide (cerámica)

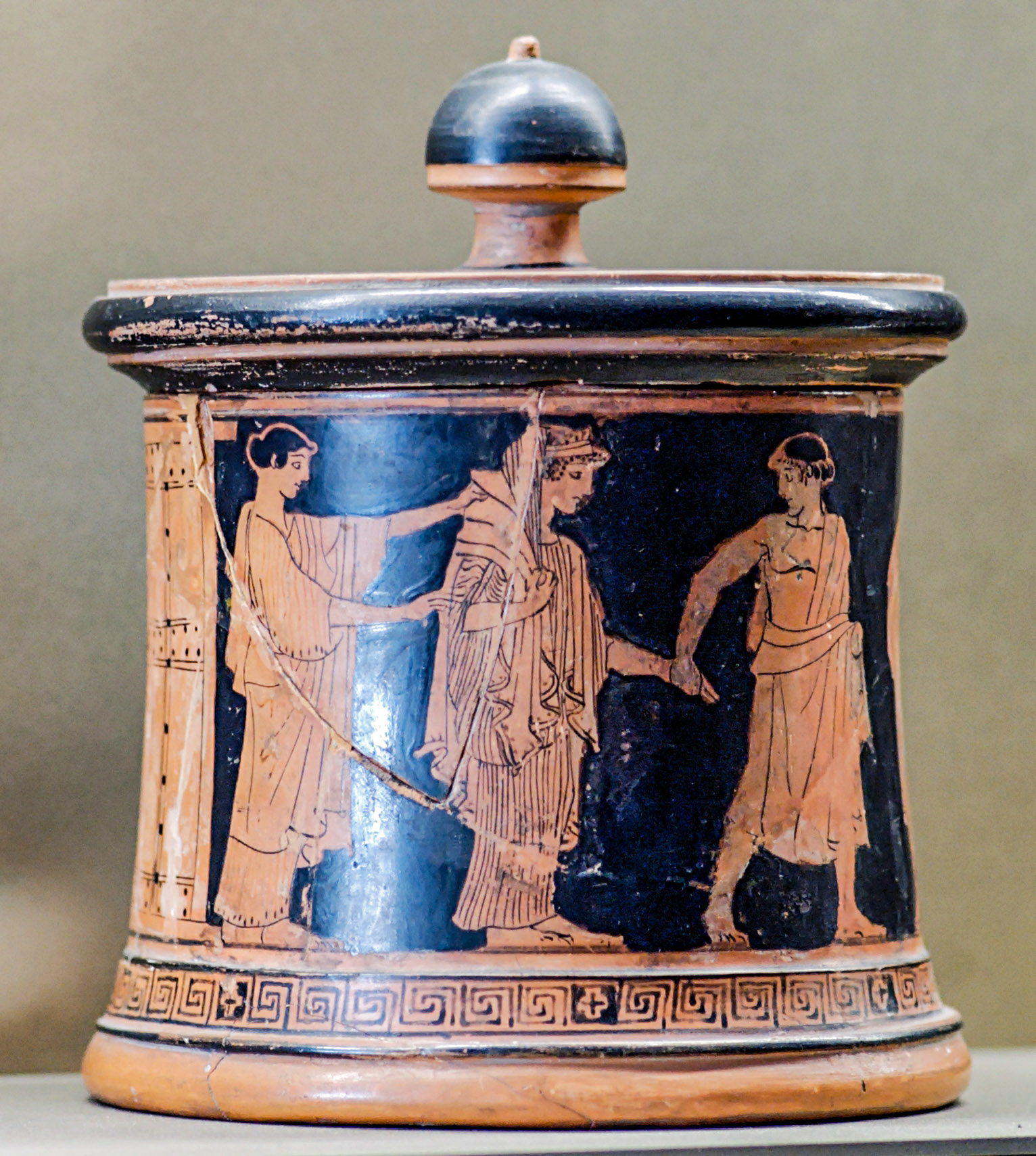
Pixis ateniense del siglo V a. C.

Pixis o píxide (del latín «pyxis-ĭdis» 'caja pequeña', y este del griego «πυξίς, -ίδος» pyxís-ídos) es un recipiente de cerámica griega usado para contener ungüentos, afeites, cosméticos, abalorios o joyería. Morfológicamente es un bote, tarro o caja cilíndrica, con tapadera pero sin asas, y muy diverso tamaño, forma y decoración (prevaleciendo las escenas femeninas).
Es posible que su precedente fueran las cajas corintias que también llevaban tapas y por tanto remontarse al periodo protogeométrico en Atenas. Las pixis atenienses presentan dos variedades principales: las de fondo cónico, anteriores al siglo IX a. C., y las de fondo plano que continuaron en el Geométrico Final, aumentando su tamaño. La tapa a menudo tiene asas minuciosamente esculpidas y las paredes tienden a ser algo convexas. Durante el siglo VI a. C. Atenas comenzó a producir «pyxis» con paredes cóncavas. A veces carecía de asas y la tapa tenía un botón en el centro y a fines del siglo V a. C. tenía una asa de bronce en forma de «manecilla». La decoración suele representar motivos femeninos ceremoniales como la procesión nupcial.